# Compsomelissa stigma
Compsomelissa stigma är en biart som först beskrevs av Embrik Strand 1915.  Compsomelissa stigma ingår i släktet Compsomelissa och familjen långtungebin. Inga underarter finns listade i Catalogue of Life.